# I'll go crazy if I don't go crazy tonight
«I'll go crazy if I don't go crazy tonight» es la quinta canción del álbum de U2 No line on the horizon, publicado el año 2009, y fue promovido como el tercer sencillo del álbum el 17 de agosto de 2009. La banda contó con la colaboración del cantante will.i.am para crear el tema. Existen diferentes remixes de esta canción, uno de los cuales fue tocado en la gira U2 360° Tour. Se hicieron dos videos musicales, uno dirigido por David O'Reilly y otro por Alex Courtes.

## Escritura y grabación
La banda colaboró con will.i.am en la creación de la pista, will.i.am recibe un crédito de "producción adicional" en la versión terminada. Fue desarrollado por primera vez por Brian Eno bajo el título "Diorama" durante un descanso en las sesiones de grabación. La banda reelaboró la pista con el nuevo título de "Crazy Tonight" antes de volver a titularla como "I'll Go Crazy If I Don't Go Crazy Tonight". Varias de las letras de la canción fueron influenciadas por la campaña presidencial de Barack Obama. Bono declaró a la revista Q que la letra "[me suena] como el eslogan de una camiseta", y señaló que era el equivalente de No Line on the Horizon a "Beautiful Day".

## Presentaciones en vivo
"I'll Go Crazy If I Don't Go Crazy Tonight" se tocó por primera vez el 4 de marzo de 2009 en el Late Show con David Letterman, una de las tres actuaciones de la canción durante las apariciones promocionales de No Line on the Horizon.
El arreglo remix de la canción "Kick the Darkness" de Redanka se reprodujo durante todo el U2 360° Tour. La iluminación de la sensación del club acompañó la canción, mientras Larry Mullen Jr. caminaba por el escenario exterior tocando un djembé. La actuación en este estilo desconocido tenía la intención de desorientar a la audiencia mientras la banda pasaba de la primera mitad "personal" del concierto a la segunda mitad "política". (La única vez que se realizó la versión del álbum durante la gira fue durante el segundo show del 360 Tour ° en Barcelona donde se realizó dos veces. Por primera vez la banda tocó el remix y, luego, como uno de los bises, la versión del álbum se realizó para una filmación de video.)

## Video musical
El video de la canción es dirigido por David O'Reilly. Es lanzado el viernes 17 de julio de 2009 en estreno mundial en el canal oficial de U2 en YouTube, y también se estrenó en Cartoon Network en el bloque de DJ Toon.
También existe un comercial de TV para la marca de teléfonos móviles Blackberry en el que la banda está tocando esta canción en el escenario de la gira U2 360° Tour. 
Dirigido por David O'Reilly y diseñado por Jon Klassen, es el primer video musical animado de la banda desde "Hold Me, Thrill Me, Kiss Me, Kill Me" de 1995, y es uno de los pocos que no presenta a la banda. Representa a varias personas en una ciudad pasando por dificultades y los eventos que las interconectan y les brindan felicidad mientras deciden hacer cambios en sus vidas. El video se inscribió en el Festival Internacional de Animación de Ottawa de 2009.
El segundo video musical fue dirigido por Alex Courtes y producido por Malachy Mcanenny. Mientras que el video de O'Reilly se reproduce sobre la versión de estudio de la canción, la versión de Courtes es la edición única. Consiste en una actuación en directo extraída del U2 360° Tour, filmada en el Camp Nou de Barcelona, España, el 2 de julio de 2009.

## Recepción
Q llamó a "I'll Go Crazy If I Don't Go Crazy Tonight", la "canción pop más descarada de la banda desde 'Sweetest Thing'". Mientras que Mojo lo calificó como un "himno pop superficial formado alrededor de un delicado núcleo de oro melódico puro", calificando la interpretación como "[s] o acumulativamente devastadora es la entrega de la banda que ennoblece la sucesión de lindas homilías autorreferenciales de Bono". Blender comparó las partes de piano de "I'll Go Crazy If I Don't Go Crazy Tonight" con el gancho de la canción de Journey "Faithfully", mientras que Rolling Stone señaló que la letra reflejaba la incapacidad de Bono para cumplir con sus propios ideales. Rolling Stone también comparó el comienzo "desgarrador" del video de O'Reilly con una película de Disney, y calificó la animación de "increíble". Eoin Butler, escribiendo en el suplemento The Ticket de The Irish Times, estaba menos entusiasmado con el lanzamiento, calificándolo como "la oferta más mediocre de U2 hasta la fecha". La canción fue nominada en las categorías "Mejor interpretación de rock por un dúo o grupo con voces" y "Mejor canción de rock" para los premios Grammy 52 en 2010.

## Lanzamiento
En promoción, "I'll Go Crazy If I Don't Go Crazy Tonight" se utilizó en comerciales de televisión para una aplicación para Blackberry, llamada "Aplicación móvil U2", que se desarrolló como parte del patrocinio de Research in Motion de U2 360° Tour.
| Fecha                   | Tipo           |
| ----------------------- | -------------- |
| 17 de agosto de 2009    | Amazon.com MP3 |
| 25 de agosto de 2009    | EP digital     |
| 7 de septiembre de 2009 | CD             |

## Formatos y listados de pistas
Todas las letras escritas por Bono, toda la música compuesta por U2, excepto "Magnificent" (música también de Brian Eno y Danny Lanois, y letra también de Edge).